# モイカ川

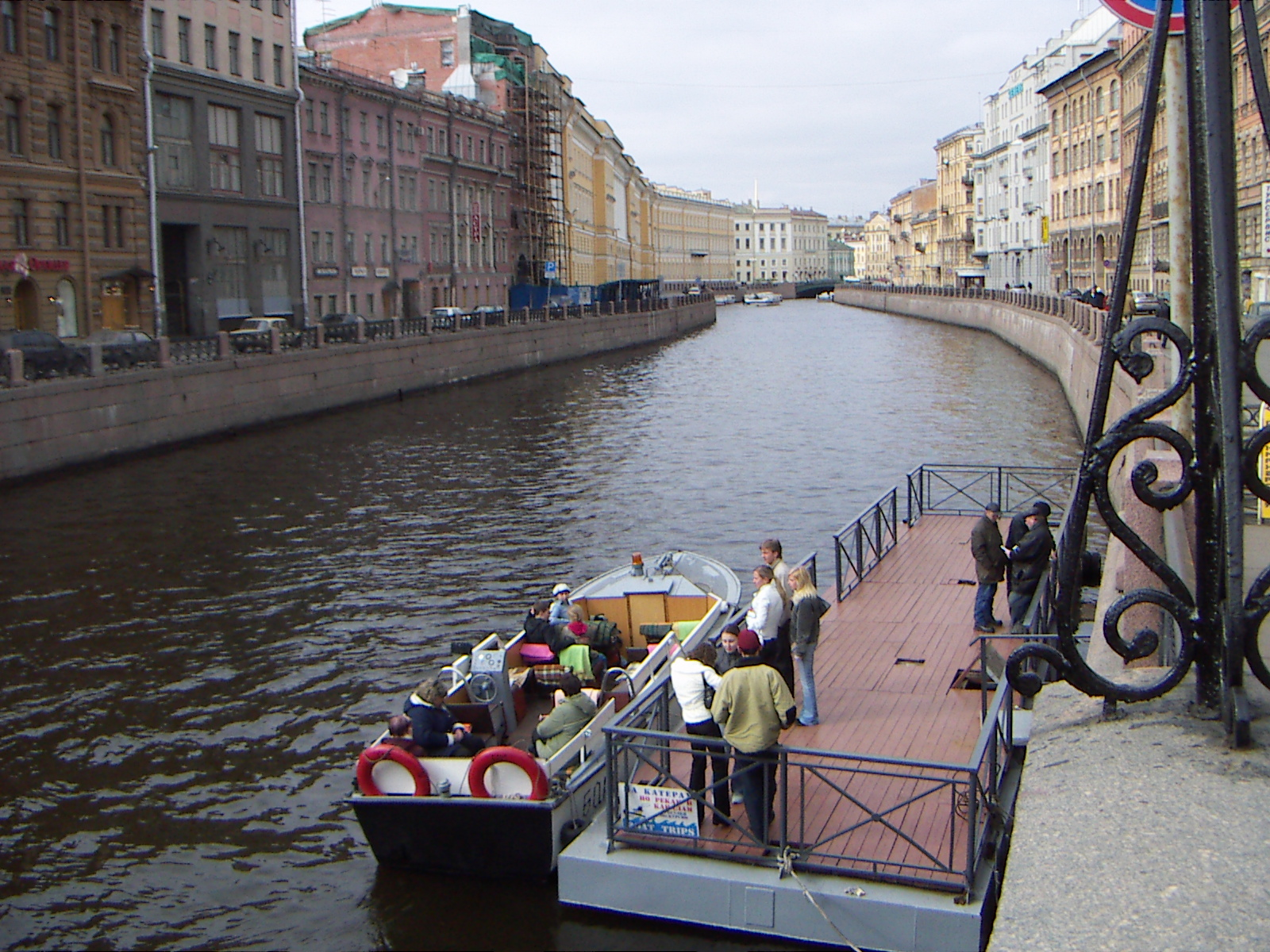
ネフスキー大通りが通る緑の橋から見たモイカ川

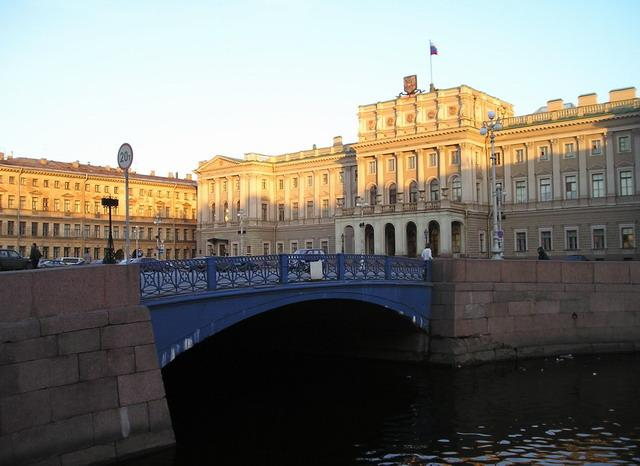
青橋。後方はマリインスキー宮殿

モイカ川（モイカがわ、ロシア語: река Мойка、英語: Moyka Riverはロシアのサンクトペテルブルクの流れる川。主要河川であるネヴァ川の左岸にある夏の庭園のところからフォンタンカ川が始まり、この庭園を過ぎるとすぐ右岸からモイカ川が分流して、しばらくするとモイカ川の左岸からグリボエードフ運河が分流し、モイカ川はさらに西へ市の中心部を流れて、ネヴァ川が大・小ネヴァ川に分かれた後の大ネヴァ川へ流れ込む。  モイカは（ロシア語: мойка）は原住民であるイングリア人のイングリア語で泥水の意味という。
川の全長は約5.0kmで、川幅は40mに達するところもある。全部で10個の橋が架けられていて、目抜き通りのネフスキー大通りがその上を通る緑の橋（Green Bridge）、イサク広場のある青の橋（Blue Bridge）などがある。モイカ川に沿った河岸通りには、ミハイロフスキー城、オランダ総領事館、フランス総領事館、日本総領事館、プーシュキンの家と博物館、ケンピンスキー・ホテル、ストロガノフ宮殿、マリインスキー宮殿などがある。  ネヴァ川クルーズはモイカ川から出発するものもある。

## 参照項目
- フォンタンカ川
- グリボエードフ運河